# Violanta av Aragonien
Violanta av Aragonien, född 1236, död 1301, var drottning av Kastilien, gift med Alfons X av Kastilien. 

## Biografi

### Tidigt liv
Hon var dotter till Jacob I av Aragonien och Violanta av Ungern. Hon trolovades med Alfons av Kastilien som barn år 1240. Äktenskapet arrangerades som en allians mellan de två starkaste katolska staterna på den pyreneiska halvön, mot Navarra och med stöd av påven. Vigseln ägde rum en första gång i Valladolid den 26 november 1246, och den andra och slutliga gången i samma ort år 1249, då Violanta var 12 år och gammal nog att gifta sig enligt kanonisk lag.  

### Drottning
Hon blev drottning vid sexton års ålder då hennes make blev kung 1252, och fick sitt första barn året därpå. Violanta beskrivs ofta som energisk och viljestark, och krönikören Antonio Ballesteros påstod att hon var ägnade sig åt kriminella intriger. Relationen mellan Violanta och Alfons beskrivs som dålig. 
När hennes äldste son kronprins Fernando dog av naturliga orsaker 1275, uttalade hon sitt stöd för att maken skulle utnämna sonen till Fernando till tronföljare istället för hennes yngre son Sancho. Violanta ställde sig, med sin före detta svärdotter Blanka av Frankrike, på sin sonsons sida mot sin yngre son Sancho.  I januari 1277 lämnade hon det kastilianska hovet med sina barnbarn och förenade sig med sin bror Peter III av Aragonien i Ariza för att be honom om stöd för sin sonsons rättigheter mot sin make. 

### Senare liv
När uppror bröt ut mot Alfons X i Kastilien 1282, vilket ledde till hans död, vände hon sida och stödde sin son Sancho, som lyckades störta Alfons. Hon återvände sedan till Kastilien när med sina barnbarn när sonen Sancho besteg tronen. 
Violanta stannade i resten av sitt liv i Aragonien. Hon gjorde en pilgrimsfärd till Rom under jubelåret 1300, och avled i Roncesvalles på tillbakavägen.